# Baranovka (Atkarsk)
|  | Per a altres significats, vegeu «Baranovka». |

Baranovka (en rus: Барановка) és un poble de l'óblast de Saràtov, a Rússia, segons el cens del 2021 tenia 680 habitants. Pertany al districte municipal d'Atkarsk.